# Il re dell'uvetta
Il re dell'uvetta (Russinkungen) è un romanzo biografico del 2009 di Fredrik Sjöberg. Nel romanzo la biografia dell'autore s'intreccia con quella di Gustaf Eisen, zoologo pittore, archeologo, fotografo e leggendario esperto di lombrichi in Svezia.

## Trama
Gustav Eisen ha vissuto la sua vita a cavallo fra l'Ottocento e il Novecento, incarnando il tipico genio universale del Rinascimento. Fu un fuoriclasse delle scienze e delle arti, consulente di Darwin, insegnante di pittura di Strindberg, fondatore del Sequoia National Park.
L'autore ricompone le avventure di questo formidabile uomo, eppure ormai dimenticato; è così che Eisen diventa una sorta di alter-ego di Sjöberg, un compagno di viaggio con cui conversa e s'interroga sulle proprie passioni; una fra tutte: l'interesse per il collezionismo.